# Карлајл (Ајова)
Карлајл (енгл. Carlisle) град је у америчкој савезној држави Ајова. По попису становништва из 2010. у њему је живело 3.876 становника.

## Демографија
Према попису становништва из 2010. у граду је живело 3.876 становника, што је 379 (10,8%) становника више него 2000. године.
| Група             | 2000.         | 2010.         |
| Белци             | 3.403 (97,3%) | 3.703 (95,5%) |
| Афроамериканци    | 6 (0,2%)      | 14 (0,4%)     |
| Азијати           | 7 (0,2%)      | 18 (0,5%)     |
| Хиспаноамериканци | 40 (1,1%)     | 79 (2,0%)     |
| Укупно            | 3.497         | 3.876         |